# Metaleptobasis bicornis
Metaleptobasis bicornis – gatunek ważki z rodziny łątkowatych (Coenagrionidae). Zamieszkuje Amerykę Południową.
Gatunek ten opisał w 1877 roku Edmond de Sélys Longchamps na podstawie jednego okazu – samicy odłowionej w Amazonii, autor nie podał jednak dokładnej lokalizacji. W 1900 i 1909 roku do gatunku tego przypisano pojedyncze okazy samców odłowione w Kolumbii i Brazylii, ale ze względu na podobieństwo gatunków w obrębie rodzaju nie było pewności, czy były to faktycznie M. bicornis. W 2013 roku Natalia von Ellenrieder, po przebadaniu holotypu M. bicornis i licznych okazów M. mauritia, uznała, że reprezentują one ten sam gatunek i zsynonimizowała te dwa taksony. Według autorki zasięg występowania gatunku obejmuje Trynidad, Wenezuelę, Gujanę, Surinam, Gujanę Francuską i Brazylię. Von Ellenrieder ustaliła także, że wspomniane wyżej dwa okazy należą do innych gatunków z rodzaju Metaleptobasis.